# 核燃料サイクル

核燃料サイクルの概要

核燃料サイクル（かくねんりょうサイクル、英: nuclear fuel cycle）とは、原子力発電を維持するための核燃料の流れ（サイクル）を言う。
現代においては、その一連の流れ及びそれらから出てくる各種放射性廃棄物が処理・処分されるまでの全ての過程を統合した上でのウラン資源等を有効に利用するための体系を指す。

## 概要
核燃料サイクルは、多くの場合、ウラン235を巡る後者の意味で用いられ、鉱山からの鉱石（天然ウラン）の採鉱、精錬、同位体の分離濃縮、燃料集合体への加工、原子力発電所での発電、原子炉から出た使用済み核燃料を、再処理して、核燃料として再使用できるようにすること、および放射性廃棄物の処理処分を含む、一連の流れのことである。鉱山からの鉱石の採鉱から核燃料への加工までをフロントエンド、再処理以降をバックエンドと分けることもある。

### バックエンド・サイクル
軽水炉から取り出された使用済み核燃料には、「燃えないウラン」である非核分裂性のウラン238、ウランから生成されたプルトニウム、僅かながら「燃えるウラン」である核分裂性核種のウラン235、各種の核分裂生成物が含まれる。このプルトニウムやウラン235を抽出し核燃料として再利用すれば、単に廃棄処分することに比べ多くのエネルギーを産出できる。また、使用済み核燃料のウランやプルトニウムを取り出すことになるため、放射性物質が減少し、廃棄物の量が減ることにもなる。更にウランは比較的政情が安定した国に多いため、ウランを全面的に輸入に頼る国でもエネルギーセキュリティ上のリスクは少ないが、核燃料サイクルで核燃料の有効活用と長期使用が出来ればよりリスクを低減できることになる。
一方、核関連施設や運搬が増える為、特にプルトニウムを扱うために高いセキュリティが要求されるとの指摘もある。
バックエンドサイクルは再処理事業、濃縮事業、廃棄物管理事業、埋設事業に分けられる。

## 日本の核燃料サイクル

### 核燃料サイクル政策の検討
2005年に「原子力の研究、開発及び利用に関する長期計画」の見直しが行われ、以下の四つのシナリオが検討された。
- シナリオ1 全量再処理（現行路線）

使用済み核燃料は六ヶ所再処理施設で再処理を行う。処理能力を超えた分は中間貯蔵を経た上で同じように再処理を行う。
- シナリオ2 部分再処理

使用済み核燃料は六ヶ所再処理施設で再処理を行う。処理能力を超えた分は中間貯蔵を経た上でそのまま埋設して直接処分する。
- シナリオ3 全量直接処分（ワンススルー）

使用済み核燃料はすべて中間貯蔵を経た上でそのまま埋設して直接処分する。アメリカ、ドイツ等で採用。
- シナリオ4 当面貯蔵

使用済み核燃料はすべて当面の間中間貯蔵する。
なお、内閣府から2005年10月14日に発表された「原子力の研究、開発及び利用の推進（原子力の研究、開発及び利用に関する長期計画）」の事後評価には、どのシナリオが最適であるかの結論が述べられておらず、わずかに原子力の推進にはプルトニウム、ウラン等の有効利用が適切であると触れられているのみである。
なお、シナリオ3は再処理を行わないという選択であり、これは核燃料リサイクル政策の中止を意味する。

### 現在の核燃料サイクル政策
上記シナリオ1から4までについて、10項目の視点から評価を行った結果、原子力委員会では、原子力政策大綱（2005年（平成17年）10月11日原子力委員会決定）において、「使用済燃料を再処理し、回収されるプルトニウム、ウラン等を有効利用することを基本方針とする。」ことを決定しており、原子力政策大綱は、2005年（平成17年）10月14日、原子力政策に関する基本方針として閣議決定されている。現行路線（上記シナリオ1）に基づき、2011年までの45年間に核燃料サイクルに投じられた金額は少なくとも10兆円に上っており、その原資は税金と電気料金からなる。しかし六ヶ所村の再処理工場の稼動は延期が重ねられており、高速増殖炉もんじゅは複数回の事故により1994年の稼動開始以来わずか数か月しか運転できないまま、2016年12月に廃炉が決定された。
但し下記の六ヶ所村の核燃料サイクル基地が稼働しても年間再処理能力は800トンであり国内の原子力発電所から発生する使用済み燃料は年間1000トンを超えており、「全量再処理」路線を掲げる長計に沿えば、第二再処理工場を建設する必要がある。また電気事業連合会は2003年12月の時点でバックエンド費用が総額18兆8千億円かかると試算している。
関西テレビが2023年8月10日に放映したnewsランナーで、明治大学大学院の勝田忠広教授は「再処理工場がトラブル続きで稼働していない」ことや「核燃料加工施設も建設中で進展していない」ことを指摘し、また「MOX燃料の需要がなくなっているという意味で」核燃料サイクルは「破綻していると言っていいと思います」と指摘した。

### 放射性廃棄物の処理処分
高レベル放射性廃棄物、TRU廃棄物、低レベル放射性廃棄物はそれぞれの物性に応じて段階的処分が適用される。
ウラン濃縮施設やウラン燃料成型加工施設から出るウラン廃棄物は、2009年3月末時点で200ℓドラム缶に換算して約10万本が保管中である。また核燃料サイクルからは外れるが、原子炉の廃炉解体に伴う廃棄物にも放射性廃棄物が含まれる。

## 日本における核燃料サイクル施設
日本ではウラン鉱の採鉱・精錬等は行われていない。フロントエンドではウラン濃縮事業と燃料加工事業、バックエンドでは使用済み燃料再処理および放射性廃棄物の保管と低レベル放射性廃棄物の埋設処理が行われている。濃縮、燃料加工、使用済み燃料再処理に関しては国内の能力で需要を満たせておらず、大半を海外に依存している。高レベル放射性廃棄物の地層処分については設置場所を公募中である。以下は2013年3月末時点。

### 濃縮施設
国内での処理能力は1890トンU/年で国内需要の約三分の一である。
- 日本原子力研究開発機構・人形峠環境技術センター（岡山県鏡野町）　1988年より、2001年に役務生産運転終了、処理能力200トン-U/年。
- 日本原燃・ウラン濃縮工場（青森県六ヶ所村）　1992年より稼働中、処理能力1,890トン-U/年。

### 転換・加工施設
|                                              |            |                  |                  |          | 処理能力     |
| -------------------------------------------- | ---------- | ---------------- | ---------------- | -------- | ------------ |
| グローバル・ニュークリア・フュエル・ジャパン | ?          | 神奈川県横須賀市 | 1970年より稼働中 | 成形加工 | 750トン-U/年 |
| 三菱原子燃料                                 | ?          | 茨城県東海村     | 1972年より稼働中 | 成形加工 | 440トン-U/年 |
| 三菱原子燃料                                 | ?          | 茨城県東海村     | 1972年より稼働中 | 転換加工 | 475トン-U/年 |
| 原子燃料工業                                 | 熊取事業所 | 大阪府熊取町     | 1972年より稼働中 | 成形加工 | 383トン-U/年 |
| 原子燃料工業                                 | 東海事業所 | 茨城県東海村     | 1980年より稼働中 | 成形加工 | 250トン-U/年 |

### 使用済み核燃料中間貯蔵施設
日本国内で発生した使用済み核燃料は、各原子力発電所内等で保管されている。原子力発電所外の中間貯蔵施設として、リサイクル燃料貯蔵株式会社の中間貯蔵施設（青森県むつ市）が2013年8月29日に完成した。貯蔵能力は約3000トン。

### 再処理施設
2002年末までに5600トンUの処理がイギリス・フランスに委託された。
- 日本原子力研究開発機構・東海研究開発センター核燃料サイクル工学研究所東海再処理施設（茨城県東海村）　稼働1981～2007年　累計処理量1,140トン-U。
- 日本原燃・再処理事業所六ヶ所再処理工場（青森県六ヶ所村）　2011年10月アクティブ試験中、2012年10月しゅん工予定であるが、使用済み核燃料の受入は2000年より始まっており当施設では3,362トンを保管している。

### MOX燃料加工施設
再処理施設で回収されるウラン・プルトニウム混合酸化物は、プルサーマル発電等に使用されるMOX燃料に加工される。加工工場が青森県六ヶ所村に施設建設中。

### 廃棄物管理施設
- 日本原燃・六ヶ所高レベル放射性廃棄物貯蔵管理センター（青森県六ヶ所村）　高レベル放射性廃棄物のガラス固化体の保管　1995年より稼働中、保管量1,442本（保管容量2,880本）
- 日本原子力研究開発機構・廃棄物管理施設（茨城県大洗町）　高レベル以外の放射性廃棄物の保管　1996年より稼働中、保管量29,429本（200リットルドラム缶換算、保管容量42,795本）。

### 廃棄物埋設施設
- 六ヶ所低レベル放射性廃棄物埋設センター（青森県六ヶ所村）　低レベル放射性廃棄物の埋設　1992年より稼働中。累計搬入量251,979（200リットルドラム缶換算、保管容量412,160本）
- 日本原子力研究開発機構・廃棄物埋設施設（茨城県東海村）　極低レベル放射性廃棄物の埋設　1995年より稼働中。1995年より稼働、1,670トンを埋設し1997年10月には埋設地の保全段階へ移行。
- 高レベル放射性廃棄物の地層処分施設は場所を公募・検討中。2033～2037年頃に施設の建設を開始する予定である。

この他、放射性物質等を陸揚げするむつ小川原港へは、専用道路が通っている。

## 核燃料サイクルの系列

### ウラン核燃料サイクル
ウラン235（天然・核分裂性・核燃料）+ 中性子 → 核分裂生成物（使用済み燃料）
{\displaystyle {\ce {{^{235}U}+n->}}} 核分裂生成物（使用済み燃料）
自発核分裂を起こす天然資源を使い捨て（一部リサイクル）する、広義での核燃料サイクル。核種変換を前提とする、狭義での核燃料サイクルとは異なる。
核分裂性の弱い核種を、核燃料として使用できる核分裂性の強い核種へと転換するサイクルとしては、次の二つの系列が考えられる:

### ウラン－プルトニウム系列
ウラン238（天然・非核分裂性）+中性子 → ウラン239 → ネプツニウム239 → プルトニウム239（核燃料）
{\displaystyle {\ce {{^{238}U}+n->{^{239}U}->{^{239}Np}->{^{239}Pu}}}}
高速増殖炉の主要なターゲットとされ、実用化に向けた試験が行われているが、難航している。（なお、ウラン系列は自然崩壊の系列で、これとは別のもの）

### トリウム－ウラン系列
トリウム232（天然・非核分裂性）+中性子 → トリウム233 → プロトアクチニウム233 → ウラン233（核燃料）
{\displaystyle {\ce {{^{232}Th}+n->{^{233}Th}->{^{233}Pa}->{^{233}U}}}}
核兵器に必要なウラン235やプルトニウム239を主体としない、別の系列。現在、インドが重水炉による実用化を進めている。（トリウム燃料サイクルとも呼ばれる。なお、トリウム系列は自然崩壊の系列）

## プルトニウムの使用法
プルトニウムの核燃料としての使用法は現在のところ2種類に大別出来る。
一つは、MOX燃料の形で軽水炉で燃やす方法であり、この方法は日本ではプルサーマルという造語で呼ばれている。ロシアでは再処理により回収したウランとプルトニウムを用いてウラン235 4%、プルトニウム239 1%となるよう調整した再生混合燃料の実用化が進められている。
もう一つは、高速炉（高速増殖炉を含む概念であるが、ウラン238をプルトニウム239に転換しながらの運転を行わない概念も存在する）を使ってプルトニウムを燃焼させる方法である。